# Federico Vizcarra
Federico Vizcarra Carrillo (* 25. listopadu 1964) je bývalý mexický zápasník – judista.

## Sportovní kariéra
V mexické mužské reprezentaci se pohyboval od roku 1983 v lehké váze do 71 kg. V roce 1984 startoval na olympijských hrách v Los Angeles, kde prohrál ve druhém kole s Japoncem Hidetoši Nakanišim na wazari technikou de-aši-harai. V roce 1988 na olympijských hrách v Soulu prohrál ve druhém kole na body (yuko) s Australanem Stewartem Brainem. Od roku 1989 startoval v polostřední váze do 78 kg. V roce 1992 se na své třetí olympijské hry v Barceloně nekvalifikoval a vzápětí ukončil sportovní kariéru. Věnuje se trenérské práci v Ciudad de México.

## Výsledky
| Turnaj                  | 1983       | 1984       | 1985       | 1986       | 1987       | 1988       | 1989             | 1990             | 1991             | 1992             |
| Turnaj                  | 19         | 20         | 21         | 22         | 23         | 24         | 25               | 26               | 27               | 28               |
| Turnaj                  | lehká váha | lehká váha | lehká váha | lehká váha | lehká váha | lehká váha | polostřední váha | polostřední váha | polostřední váha | polostřední váha |
| ----------------------- | ---------- | ---------- | ---------- | ---------- | ---------- | ---------- | ---------------- | ---------------- | ---------------- | ---------------- |
| Olympijské hry          |            | úč.        |            |            |            | úč.        |                  |                  |                  | —                |
| Mistrovství světa       | —          |            | úč.        |            | —          |            | úč.              |                  | —                |                  |
| Panamerické hry         | ?          |            |            |            | —          |            |                  |                  | ?                |                  |
| Panamerické mistrovství |            | 3.         | 2.         | ?          |            | 2.         |                  | 3.               |                  | úč.              |
| Středoamerické a k. hry |            |            |            | 3.         |            |            |                  | ?                |                  |                  |
| MS juniorů              | 7.         |            |            |            |            |            |                  |                  |                  |                  |